# Quitirrisí
Quitirrisí es el séptimo distrito del cantón de Mora, en la provincia de San José, de Costa Rica, y es a la vez un territorio indígena de la etnia huetar.

## Toponimia
El nombre del distrito proviene del territorio indígena de Quitirrisí, ubicado dentro de sus límites. A su vez, el topónimo "Quitirrisí" deriva de dos especies arbóreas comunes en la zona: Quitirrí (Lasianthaea fruticosa), que florece una vez al año en las montañas de la comunidad, y Risí, también frecuente en la flora local.

## Historia
Quitirrisí fue creado el 11 de septiembre de 2014 por medio de Ley 9269.
Fue ratificado el 18 de septiembre de 2014, incluyendo básicamente el perímetro del territorio indígena Huetar del mismo nombre.

## Territorio indígena huetar
El territorio indígena de Quitirrisí, es uno de los territorios indígenas costarricenses, en este habita la etnia huetar, fue legalmente establecido mediante el decreto ejecutivo n.º 6036-G de 1976 y delimitado como “caserío indígena” en 1979. Se segregó de los distritos de Colón y Tabarcia.
Los habitantes de la etnia huetar hablan sólo español pues la lengua huetar está actualmente extinta.
Algunos de sus pobladores se dedican a la producción artesanal de productos como la cestería y tintes naturales, pero principalmente tienen que salir a la ciudad a laborar en trabajos comunes Los indígenas propiamente solo poseen el 30% de las propiedades del territorio.

## Ubicación
Se ubica en el centro del cantón y limita al norte con el distrito de Colón, al noroeste con el distrito de Piedras Negras, al oeste con los distritos de Jaris y Guayabo, al sur con el distrito de Tabarcia y al este con el cantón de Santa Ana.

## Geografía
Quitirrisí cuenta con un área de 26,62 km² y una altitud media de 1140 m s. n. m.

## Demografía
Para el censo de 2011, 999 (50,84%) de los habitantes del territorio indígena se autoidentifican cómo de etnia indígena.
No se cuentan con datos demográficos del distrito, al ser creado en el 2014, luego del último censo efectuado en el 2011. 

## Localidades
- Poblados: San Juan, San Martín, Quebrada Honda, Cañas, El Guaco.

## Transporte

### Carreteras
Al distrito lo atraviesan las siguientes rutas nacionales de carretera:
- Ruta nacional 209
- Ruta nacional 239

## Concejo de distrito
El concejo de distrito de Quitirrisí vigila la actividad municipal y colabora con los respectivos distritos de su cantón. También está llamado a canalizar las necesidades y los intereses del distrito, por medio de la presentación de proyectos específicos ante el Concejo Municipal. La presidenta del concejo del distrito es la síndica propietaria del partido Unidad Social Cristiana, Isabel Ureña Vásquez.
El concejo del distrito se integra por:
| #                       | Partido                         | Nombre                        |
| Síndico propietario     | Síndico propietario             | Síndico propietario           |
| ----------------------- | ------------------------------- | ----------------------------- |
|                         |                                 | Rossmery Sánchez Pérez        |
| Síndico suplente        |                                 |                               |
| 2                       | Partido Unidad Social Cristiana | Miguel Mena Hernández         |
| Concejales propietarios |                                 |                               |
| 3                       | Partido Unidad Social Cristiana | Iván Vásquez Mena             |
| 4                       | Partido Nueva Generación        | Alamar Mena Pérez             |
| 5                       | Partido Acción Ciudadana        | Luis Fernando Mena Pérez      |
| 6                       | Partido Liberación Nacional     | María Cristina Castro Vásquez |
| Concejales suplentes    |                                 |                               |
| 7                       | Partido Unidad Social Cristiana | Isabel Vásquez Pérez          |
| 8                       | Partido Nueva Generación        | Heidy Pérez Mena              |
| 9                       | Partido Acción Ciudadana        | Marlene Mena Sánchez          |
| 10                      | Partido Liberación Nacional     | Cruz Hernández Mena           |